# São José do Rio Claro
São José do Rio Claro é um município brasileiro do estado de Mato Grosso. Localiza-se a uma latitude 13º26'48" sul e a uma longitude 56º43'17" oeste, estando a uma altitude de 350 metros. Com uma área de 4533,01 km² e população, conforme estimativas do IBGE de 2018, de 20 312 habitantes, possui uma densidade demográfica de 3,77 hab/km².

## História
O território do atual município de São José do Rio Claro era habitado por quatro povos indígenas: os Pareci (que se auto-denominavam Haliti), os Arino, os Tapaiúna e Rikbákta.
Os Pareci, que falavam um idioma Arwak-nu-arwák, habitavam a região denominada Chapada ou Planalto dos Parecis, que tem como local sagrado de origem a região de Ponte de Pedra (atual município de Nova Maringá). Segundo a cosmovisão Pareci, os humanos moravam dentro de uma grande pedra, que foi aberta pelo pica-pau-anão e pela arara, para que Wazare saísse e chefiasse os Pareci.
Sobre os Arino se sabe apenas que viviam nas proximidades do rio Arinos, que recebeu seu nome em sua homenagem. Já sobre os Tapaiúna sabe-se que chegaram à região no século passado.
O povo auto-denominado Rikbakta, chamado pelos seringueiros de "Canoeiros de Mato Grosso", provavelmente, também chegou à região no mesmo período. Talvez sejam os Apanauria que são mencionados nos mapas.
No final da década de 1730, o rio Arinos foi palco de movimentação de garimpeiros. A partir de 1746, foi usado por João de Souza Azevedo para chegar até o Pará. E um século depois, foi usado por seringueiros e, mais tarde, por colonizadores. Assim, Arinos foi um dos rios mais importantes para a história do estado do Mato Grosso.
A primeira iniciativa de colonização nesta região foi empreendida em 1953, por Anízio José Moreira e Tarley Rossi Vilela, proprietários da área da atual Fazenda Rio Parecis. No ano seguinte, Jacinto Borges e Anísio Castilho adquiriram lotes adquiridos Estado e instalaram a Gleba Massapé (posteriormente, renomeada São José do Rio Claro, em virtude da devoção a São José e pelo rio Claro, que passa nas proximidades). Em 1958, as terras foram desmatadas e as primeiras edificações foram construídas. Em 1958, o Padre Jacob Teodoro Weber celebrou a primeira Missa.
Em 1966, Domingos Briante e Pedro Coelho Portilho, em sua busca por palmitais, adquiriram e lotearam a gleba, comercializando os lotes. Nesse momento a população local começou a crescer.
Em 17 de junho de 1972, o Programa de Incentivo à Produção de Borracha Natural (PROBOR) foi implantado na região. Os vastos seringais locais deram a São José do Rio Claro o título de “Capital da Borracha”.
Em 04 de junho de 1976 (Lei nº 3.734), São José do Rio Claro foi elevado a distrito de Diamantino e, em 20 de dezembro de 1979 (Lei nº 4.161) foi elevado a município com o nome de "Rio Claro". Como a nova denominação não foi bem aceita pela população, em 19 de novembro de 1986 (Decreto-Lei nº 4.294), retornou à denominação de "São José do Rio Claro".
Somente mais de um ano depois, em 31 de janeiro de 1981, um primeiro administrador foi designado para a cidade, José Garcez Munhon, que administrou o município entre 02/02/1981 e 31/01/1983. A prefeitura foi instalada em 02/05/1981 e, nas eleições de 15/11/1982, o primeiro prefeito foi eleito de forma direta, Lourival Rezende Monteiro, cujo mandato durou entre 15/03/1983 e 31/12/1988.

## Clima
Segundo dados do Instituto Nacional de Meteorologia (INMET), referentes ao período de 1995 a 2016, a menor temperatura registrada em São José do Rio Claro foi de 3,7 °C em 13 de maio de 2010, e a maior atingiu 41,3 °C em 10 de setembro de 2020. O maior acumulado de precipitação em 24 horas foi de 172,2 milímetros (mm) em 6 de novembro de 2011. Fevereiro de 2014, com 577,5 mm, foi o mês de maior precipitação.
| Dados climatológicos para São José do Rio Claro                                                                                         | Dados climatológicos para São José do Rio Claro | Dados climatológicos para São José do Rio Claro | Dados climatológicos para São José do Rio Claro | Dados climatológicos para São José do Rio Claro | Dados climatológicos para São José do Rio Claro | Dados climatológicos para São José do Rio Claro | Dados climatológicos para São José do Rio Claro | Dados climatológicos para São José do Rio Claro | Dados climatológicos para São José do Rio Claro | Dados climatológicos para São José do Rio Claro | Dados climatológicos para São José do Rio Claro | Dados climatológicos para São José do Rio Claro | Dados climatológicos para São José do Rio Claro |
| Mês | Jan                                             | Fev                                             | Mar                                             | Abr                                             | Mai                                             | Jun                                             | Jul                                             | Ago                                             | Set                                             | Out                                             | Nov                                             | Dez                                             | Ano                                             |
| --- | ----------------------------------------------- | ----------------------------------------------- | ----------------------------------------------- | ----------------------------------------------- | ----------------------------------------------- | ----------------------------------------------- | ----------------------------------------------- | ----------------------------------------------- | ----------------------------------------------- | ----------------------------------------------- | ----------------------------------------------- | ----------------------------------------------- | ----------------------------------------------- |
| Temperatura máxima recorde (°C) | 37,2                                            | 36                                              | 36                                              | 36,5                                            | 35,8                                            | 36,6                                            | 39,1                                            | 39,8                                            | 41,3                                            | 40,6                                            | 38                                              | 38,4                                            | 41,2                                            |
| Temperatura máxima média (°C) | 31,6                                            | 31,6                                            | 32                                              | 32,3                                            | 31,7                                            | 32,4                                            | 33                                              | 34,9                                            | 34,8                                            | 34,1                                            | 32,8                                            | 31,7                                            | 32,7                                            |
| Temperatura mínima média (°C) | 21,6                                            | 21,6                                            | 21,6                                            | 20,5                                            | 17,9                                            | 15,7                                            | 14,4                                            | 15,5                                            | 18,8                                            | 20,6                                            | 21,4                                            | 21,2                                            | 19,2                                            |
| Temperatura mínima recorde (°C) | 15,1                                            | 17,7                                            | 18,1                                            | 12,6                                            | 3,7                                             | 8,9                                             | 7,7                                             | 7,6                                             | 11,3                                            | 12                                              | 13,5                                            | 11,8                                            | 3,7                                             |
| Precipitação (mm) | 335,2                                           | 252                                             | 218,6                                           | 90,6                                            | 28                                              | 13,7                                            | 4,1                                             | 4,9                                             | 53                                              | 141,1                                           | 199,5                                           | 281                                             | 1 621,7                                         |
| Umidade relativa compensada (%) | 90,2                                            | 91                                              | 89,9                                            | 88,2                                            | 84,4                                            | 81,3                                            | 76,8                                            | 72,9                                            | 76,2                                            | 82,7                                            | 87,1                                            | 89,2                                            | 84,2                                            |
| Insolação (h) | 126,3                                           | 125,6                                           | 153,4                                           | 196,3                                           | 215,8                                           | 227,9                                           | 262,7                                           | 240                                             | 148,1                                           | 170,7                                           | 151,6                                           | 129,6                                           | 2 148                                           |
| Fonte: Instituto Nacional de Meteorologia (INMET) (normal climatológica de 1981-2010; recordes de temperatura: 01/04/1995 a 31/01/2016) |                                                 |                                                 |                                                 |                                                 |                                                 |                                                 |                                                 |                                                 |                                                 |                                                 |                                                 |                                                 |                                                 |